# Trupanea actinobola
Trupanea actinobola
 es una especie de insecto díptero de la familia Tephritidae que Friedrich Hermann Loew describió científicamente por primera vez en el año 1873.
Se alimenta de semillas, las larvas se pueden encontrar en las inflorescencias de asteráceas como Erigeron strigosus.